# Малакка (штат)

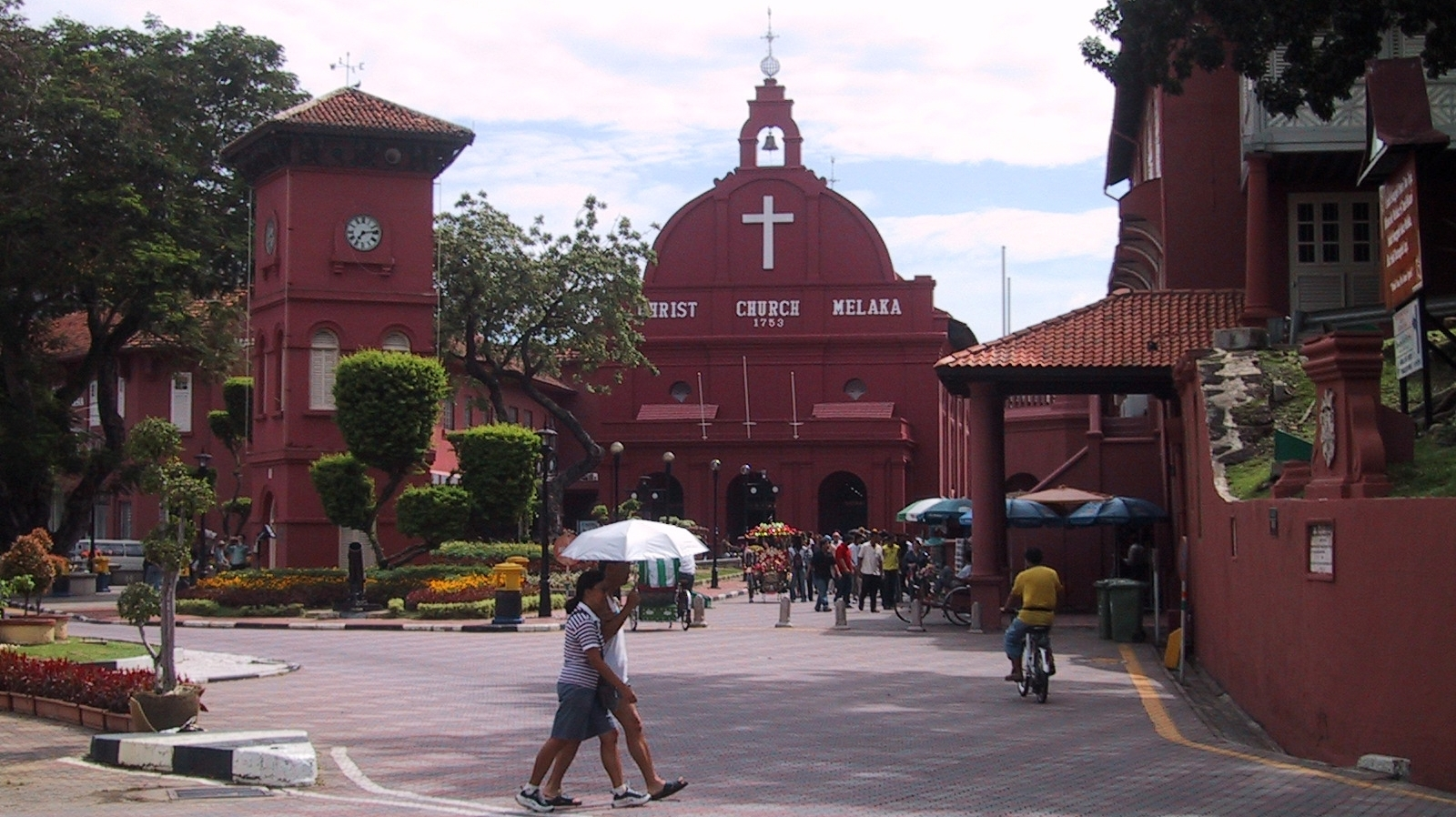
Собор в Малакке

Мала́кка (малайск. Melaka / ملاك, кит. 马六甲) (Код : MK) — один из штатов Малайзии на юге Малайского полуострова.
Административный центр — город Малакка. Расположен на берегу Малаккского пролива.
Хотя Малакка была центром первого султаната в Малайзии, сейчас там нет султана, и управление осуществляет губернатор.

## История

### Султанат
Мелакку основал принц Парамешвара государства Шривиджая, покинувший остров Суматру в 1396 по причине вражды с империей Маджапахит. Согласно легенде, принц отдыхал под деревом во время охоты и увидел лань, на которую напала собака. Лань, защищая себя, столкнула собаку в реку. Восприняв это как благоприятное знамение, принц решил выбрать это место центром будущей империи и назвал «Мелака» по названию дерева.
В 1414 Парамешвара принял ислам и сменил имя на «Султан Искандар Шах». Город из рыбацкой деревни вырос в торговый порт на перекрёстке путей между Явой, Индия, арабами и Китаем. Много китайцев сочли холи благоприятным местом и устроили свои поселения. В 1446 в Малакку вторгались сиамские захватчики, но были отброшены. Для защиты от атак Сиама Малакка заключила союз с Китаем.
Китайский путешественник Чжэн Хэ посещал Малакку во время своих плаваний из Китая в Индийский океан.
В результате культурного обмена возникла китайско-малайская цивилизация Перанкан, распространившаяся далее по полуострову.

### Колонизация

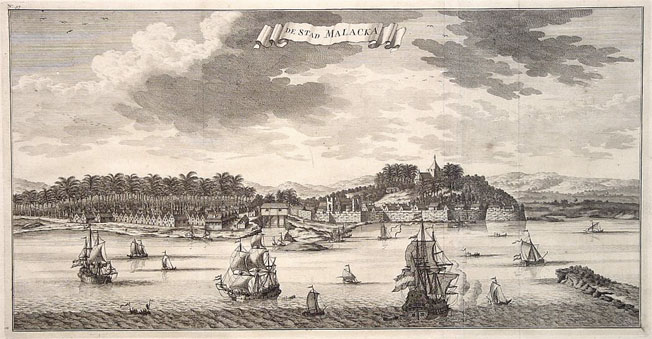
Старая карта Малакки

24 августа 1511 года Малакку заняли войска португальского вице-короля Индии Афонсу ди Албукерки, и город превратился в опорный пункт португальской экспансии в Ост-Индии.
Султан Махмуд Шах смог скрыться, и в дальнейшем постоянно атаковал Малакку с моря и с суши. В 1526 году большой португальский флот разгромил базу султана, султану удалось убежать на Суматру, где он умер через два года.
Миссионер Франсис Ксавье провёл в Малакке несколько месяцев в 1545, 1546 и 1549 годах.
В 1641 году голландцы победили португальцев и заняла Малакку, им содействовал султан Джохора.
Голландцы управляли Малаккой с 1641 по 1795 год, но они не интересовались развитием торговли в Малакке, вкладывая основные усилия в Батавию (ныне — Джакарта) в Индонезии, которая стала их административным центром.
В 1824 году Малакка была занята англичанами в результате соглашения с голландцами в обмен на район Бенкоэлен на Суматре. С 1826 по 1946 год Малакка управлялась Британской Ост-Индской компанией как колония. После ликвидации королевской колонии Малакка и Пенанг вошли в Малайский Союз, а потом в Малайзию.

## Административное деление
Штат делится на 3 района:
| № | Район               | Площадь, км² | Население, чел. (2008) |
| - | ------------------- | ------------ | ---------------------- |
| 1 | Центральная Малакка | 279,85       | 473 700                |
| 2 | Алор Гаджа          | 660,00       | 167 600                |
| 3 | Джасин              | 676,07       | 128 000                |

## Население штата
Население штата составляет 821 110 человек (2010).
Из них:
- Малайцы: 50 %;
- Китайцы: 40 %;
- Индийцы;
- Другие народы, европейские и малайские меньшинства.